# Бертелсен, Линнеа
Линнеа Бертелсен (дат. Linnea Berthelsen, род. 13 июля 1993, Копенгаген) — датская актриса, наиболее известная своей ролью Кали, также известной как Восемь, сестры Одиннадцати во втором сезоне научно-фантастического сериала ужасов от Netflix «Очень странные дела».

## Личная жизнь
Линнеа родилась в Индии, однако росла в столице Дании, Копенгагене. Девушка переехала в Англию в 2014 году, чтобы учиться в актерской школе в Эссексе, и сейчас живёт в Лондоне.

## Карьера
Актриса начала сниматься в подростковом возрасте. Она дебютировала в короткометражном фильме «Зеркала» в 2014 году. Позже она продолжала сниматься в таких короткометражных фильмах, как «Нацкигге», «Дыспно» и «Мыс страха». В 2015 году Линнеа появилась в датском фильме «Гибрид». В 2017 году получила роль Кали / Восемь в оригинальном научно-фантастическом сериале ужасов Netflix «Очень странные дела».

## Телевидение
| Год  | Заголовок           | Роль          | Заметки           |
| ---- | ------------------- | ------------- | ----------------- |
| 2016 | Экситиум            | Эзра          | Пилот             |
| 2017 | Очень странные дела | Кали / Восемь | 3 серии — 2 сезон |
| 2019 | Пустыня             | Нура          | 1 серия           |
| 2020 | Разрабы             | Джен          | 4 серии           |